# Nelson Vails
Nelson Beasley Vails (Nueva York, 13 de octubre de 1960) es un deportista estadounidense que compitió en ciclismo en la modalidad de pista, especialista en las pruebas de velocidad.
Participó en los Juegos Olímpicos de Los Ángeles 1984, obteniendo la medalla de plata en la prueba de velocidad individual. Ganó una medalla de plata en el Campeonato Mundial de Ciclismo en Pista de 1985 en la prueba de tándem.

## Medallero internacional
| Juegos Olímpicos   | Juegos Olímpicos             | Juegos Olímpicos | Juegos Olímpicos     |
| Año                | Lugar                        | Medalla          | Competición          |
| ------------------ | ---------------------------- | ---------------- | -------------------- |
| 1984               | Los Ángeles (Estados Unidos) | Medalla de plata | Velocidad individual |
| Campeonato Mundial |                              |                  |                      |
| Año                | Lugar                        | Medalla          | Competición          |
| 1985               | Bassano (Italia)             | Medalla de plata | Tándem (A)           |